# فگت (اصطلاح)
فگت (به انگلیسی: faggot، کوتاه شده: فگ، fag) (با معادل فارسی: همجنسباز، کونی، اوبنه‌ای) یک توهین در زبان انگلیسی است که در اصل برای اشاره به مردان همجنس‌گرا به کار می‌رفت، اما معنایش گسترش یافته و شامل سایر اعضای جامعه کوییر هم شده است. در فرهنگ جوانان آمریکایی حوالی آغاز قرن ۲۱، این واژه به یک توهین گسترده‌تر تبدیل شد که بیشتر به مردانگی و ساختار قدرت گروهی مربوط می‌شود. واژه‌های fag و faggot از آمریکا به کشورهای دیگر انگلیسی‌زبان (به‌ویژه بریتانیا) از طریق فیلم، موسیقی و اینترنت گسترش یافته‌اند.

## واژه‌شناسی

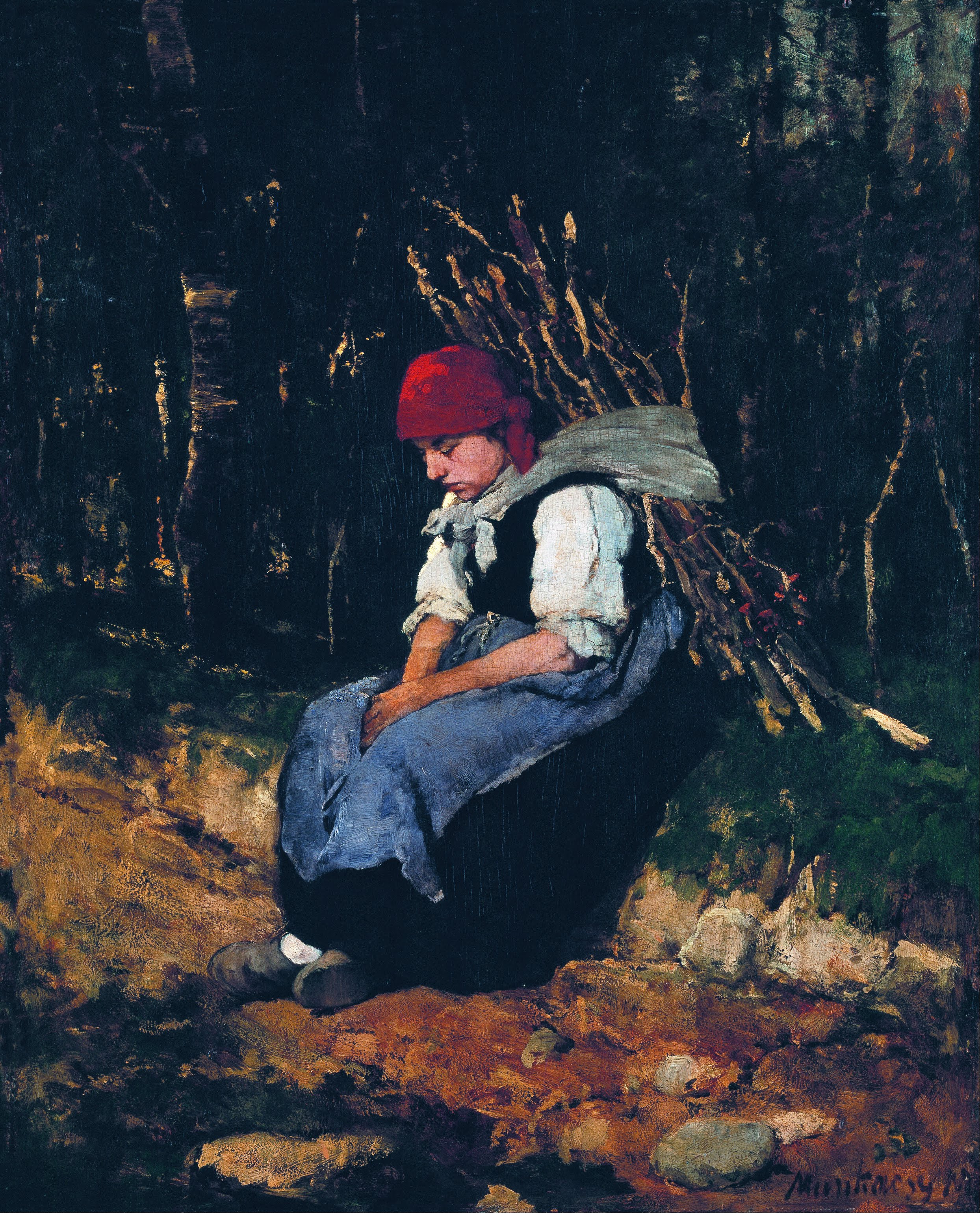
زنی در حال حمل کردن فگت (به انگلیسی: faggot، هیزم‌ها) است

اولین بار فگت در سال ۱۹۱۴ به‌عنوان توهین به مردان همجنس‌گرا ثبت شد. شکل کوتاه‌شده «فگ» در سال ۱۹۲۳ ظاهر شد.: 301  این واژه در اصل در انگلیسی اواخر قرن ۱۶ به‌عنوان توهینی به زنان، مخصوصاً زنان پیر، به کار می‌رفت. دلیل ارتباطش با همجنس‌گرایی این است که در زبان انگلیسی معمول بوده برای تحقیر مردان همجنس‌گرا از واژه‌هایی با بار زنانه مثل ننسی (به انگلیسی: Nancy)، اواخواهر (به انگلیسی: Sissy) و ملکه (به انگلیسی: Queen) استفاده کنند. احتمالاً «فگت» هم از همین مسیر معنایی، معنای خود را پیدا کرده است.
یکی از معانی قدیمی «فگت» این بود: «چیزی دست‌وپاگیر برای حمل» یا کسی که بار اضافی است. همچنین اصطلاح فگت گدردر (به انگلیسی: faggot-gatherer) به بیوه‌های مسنی گفته می‌شد که با جمع‌کردن و فروش هیزم روزگار می‌گذراندند. یک احتمال دیگر این است که با سنت فگینگ (به انگلیسی: fagging) در مدارس بریتانیایی (که پسران کوچک‌تر به پسران بزرگ‌تر خدمت می‌کردند، گاهی شامل خدمات جنسی) ارتباط داشته باشد، هرچند در آن زمینه فقط از «فگ» استفاده می‌شد، نه «فگت».
برخی‌ها ادعا کرده‌اند که واژهٔ ییدیشی faygele (به معنی «پرنده کوچک»)، که خودش به‌عنوان توهین به مردان همجنس‌گرا استفاده می‌شده، ممکن است بر شکل‌گیری معنای آمریکایی اثر گذاشته باشد. یک افسانه شهری مشهور می‌گوید معنای امروزی «فگت» از معنای قدیمی «دسته هیزم برای سوزاندن» گرفته شده، چون همجنس‌گرایان در قرون وسطی به جرم لواط سوزانده می‌شدند. اما این روایت تاریخی نادرست است؛ در انگلیس، مجازات همجنس‌گرایی حلق‌آویز کردن و مصادره اموال بود، نه سوزاندن. پیدایش معنای توهین‌آمیز امروزی در انگلیسی آمریکایی قرن ۲۰ هیچ ارتباطی به اعدام‌های تاریخی ندارد.

## استفاده

### کاربردهای اولیه چاپی
واژهٔ فگت برای اشاره به همجنس‌گرایان اولین‌بار در سال ۱۹۱۴ در کتاب A Vocabulary of Criminal Slang ثبت شد: «تمام فگت‌ها (زن‌نماها) امشب در مهمانی لباس‌زنانه می‌پوشند.».
واژهٔ فگ در سال ۱۹۲۳ در کتاب The Hobo نوشتهٔ نلس اندرسون به کار رفت: «پری‌ها (به انگلیسی: Fairies) یا فگ‌ها مردان یا پسرانی هستند که برای پول از رابطهٔ جنسی بهره‌برداری می‌کنند.»
در رمان خانه به هارلم (۱۹۲۸) نوشتهٔ کلود مک‌کی، این واژه همراه با دشنام همجنسگراهراس دیگری یعنی بول‌دایک (به انگلیسی: bulldyke) استفاده شده: شخصیتی می‌گوید که نمی‌فهمد چرا «یک زن بول‌دایک و یک مرد فگت» وجود دارند.

### در بریتانیا
در ابتدا فقط در آمریکا رایج بود. کاربردهای فگ و فگت به‌عنوان دشنام به مردان همجنس‌گرا بعداً به کشورهای دیگر انگلیسی‌زبان گسترش یافت، اما شدت استفاده متفاوت است. در بریتانیا و برخی کشورها، اصطلاحات رایج‌تر برای تحقیر مردان همجنس‌گرا عبارت‌اند از کوییر، هومو، و پوف.
فگت در بریتانیا به نوعی کوفته گوشتی اشاره دارد. همچنین فگ در انگلیسی بریتانیایی به معنای سیگار و گاهی کار خسته‌کننده است. استفاده از فگ و فگت برای اشاره به مردان زن‌نما در بریتانیا بیشتر به‌عنوان یک آمریکایی‌گرایی شناخته می‌شود که از طریق رسانه‌های سرگرمی وارد شده است؛ مثلاً در سال ۲۰۰۵ وقتی باب مارشال-اندروز (نماینده حزب کارگر) در یک بحث غیررسمی با همکارش از این واژه استفاده کرد، آن را به‌عنوان توهین همجنس‌گراستیزانه تلقی کردند.

### استفاده بین جوانان
فگت به‌عنوان دشنام، فقط محدود به مردان همجنس‌گرا نیست و جوانان در جوامع آنلاین از آن برای تحقیر هر فرد کوییر یا هر کسی که متفاوت از هنجار است استفاده می‌کنند. گاهی حتی بدون هیچ ارتباطی به همجنس‌گرایی، فقط به‌عنوان فحش عمومی (مشابه کلمهٔ گی) به کار می‌رود.
تحقیقات قوم‌نگارانه در مدارس (کار سی‌جی پاسکو) نشان داد که پسران دبیرستانی آمریکایی در اوایل دهه ۲۰۰۰ از فگ به‌عنوان راهی برای اثبات مردانگی خود استفاده می‌کردند؛ یعنی برای تمسخر پسری که کمتر مردانه به‌نظر می‌رسید. یک‌سوم پسران گفتند که هرگز یک همکلاسی همجنس‌گرا را فگ نمی‌نامند. پاسکو نتیجه گرفت که در این زمینه، فگ بیشتر به معنی «پلیس‌گری جنسیتی» است، یعنی پسرها برای پرهیز از برچسب خوردن، دیگران را به عنوان فگ خطاب می‌کنند. هویت فگ در این فضا ثابت و چسبنده نیست، بلکه متغیر و سیال است، چیزی که همه سعی می‌کنند از آن دور بمانند.
در دهه ۹۰ و اوایل دهه ۲۰۰۰، این واژه بین جوانان حتی از معنای اصلی‌اش دور شد و بیشتر به‌معنی «احمق» یا «خنگ» به کار رفت. مطالعهٔ ۲۰۱۸ لیگ ضدافترا (ADL) روی نسل Z نشان داد که جوانان، عبارات «این خیلی گی ئه!» (به انگلیسی: «that’s so gay») و فگت را بیشتر معادل «احمق» می‌دانند، اما با این حال بسیاری آنها را توهین‌آمیز و آزاردهنده تلقی می‌کنند و نیاز به زبان دقیق‌تر احساس می‌شود.

### استفاده در فرهنگ عامه

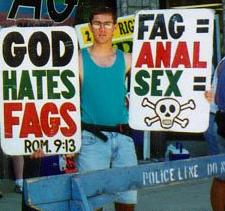
بنجامین فلیپ، نوه فرد فلیپ، و خالق وب سایت خدا از فگ‌ها نفرت دارد، و عضو کلیسای وست برو باپتیست که به تظاهرات با نمادهایی اینچنینی شهرت دارند.

بنجامین فلپس، نوهٔ فرد فلپس و سازندهٔ نخستین سایت خدا از فگت‌ها متنفر است (به انگلیسی: «GodHatesFags»)، از اعضای کلیسای باپتیست وِستبرو است که مکرراً در پلاکاردهای اعتراضی خود از فگ به‌عنوان دشنام استفاده می‌کنند. در فیلم‌ها و تلویزیون هالیوودی، واژه‌های فگ و فگت سابقهٔ طولانی دارند. مستند ۱۹۹۵ The Celluloid Closet به این استفاده‌ها پرداخته است. کمپین قبل از حرف‌زدن فکر کن تلاش کرد جلوی استفاده از فگ و گی به‌عنوان فحش عمومی را بگیرد.

#### تئاتر
در سال ۱۹۷۳ یک نمایش موزیکال برادوی به نام The Faggot تولید شد که منتقدان تحسینش کردند اما فعالان آزادی همجنس‌گرایان محکومش کردند.
کتاب ۱۹۷۷ لری میشل و ند آستا با عنوان The Faggots and Their Friends Between Revolutions الهام‌بخش یک موزیکال شد که توسط فیلیپ وِنبلز و تد هافمن ساخته شد و تاریخ جهان را از دیدگاه کوییرها بازتفسیر می‌کند. در اینجا واژه به‌معنی بازپس‌گیری هویت استفاده می‌شود.

#### کتاب‌ها و مجلات
رمان ۱۹۷۸ لری کرامر با عنوان فگت‌ها دربارهٔ جامعهٔ همجنس‌گرایان است و به کاربرد این واژه در داخل و علیه این جامعه می‌پردازد.
توصیف رمان ۱۹۵۶ Pamela Moore با عنوان شکلات برای صبحانه در راهنمای فرهنگی The Catalog of Cool (۱۹۸۲) آمده است: «قهرمان پانزده‌ساله‌اش ابتدا با یک بازیگر فگ در هالیوود می‌خوابد، سپس با یک کنت ایتالیایی منزوی و بسیار ثروتمند.» در نوامبر ۲۰۰۲، مجلهٔ کاتولیک نیو آکسفورد ریویو جنجال‌آفرین شد چون در سرمقاله‌اش از این واژه دفاع کرد. سردبیران در پاسخ به یک خوانندهٔ همجنس‌گرا نوشتند که این واژه را فقط برای «همجنس‌گرایان عمل‌گرا» به کار می‌برند و حفظ داغ اجتماعی علیه همجنس‌گرایان را مهم می‌دانند.

##### موزیک

###### سال ۱۹۶۰
آرلو گاتری در آهنگ معروف ۱۹۶۷ خود «رستوران آلیس» از این دشنام استفاده کرد و آن را به‌عنوان راهی برای فرار از خدمت سربازی ذکر کرد (در اجراهای زنده قرن ۲۱ این واژه را حذف کرد). فیل اوکس در آهنگ ۱۹۶۹ خود «می‌کشم بنابراین هستم» از این دشنام برای توصیف فعالان دانشجویی ضد جنگ ویتنام استفاده کرد، از نگاه یک پلیس نفرت‌پراکن.

###### سال ۱۹۸۰
آهنگ «پول برای هیچ» از دایر استریتس (۱۹۸۵) شامل استفاده معروف از فگت است؛ خطوط حاوی این واژه اغلب در پخش رادیویی یا اجراهای زنده مارک نافلر حذف می‌شوند. این آهنگ در سال ۲۰۱۱ توسط شورای استانداردهای پخش کانادا ممنوع شد اما همان سال ممنوعیت لغو شد. کنایه‌آمیز است چون متن آهنگ در واقع حسادت و همجنس‌گراستیزی شخصیت داستان را به‌صورت طعنه‌آمیز نمایش می‌دهد. در ۱۹۸۹، سباستین باخ (خوانندهٔ اسکید راو) جنجال آفرید وقتی تی‌شرتی با شعار تقلیدی «ایدز: فگ‌ها را بکشید» پوشید.

###### سال ۲۰۰۰
در آهنگ «مثلث آمریکایی» (۲۰۰۱) از التون جان و برنی توپین، عبارت «خدا جایی که ما از آنجا می‌آییم از فگ‌ها متنفر است» به کار رفته است. این آهنگ دربارهٔ متیو شپرد، مرد همجنس‌گرایی از وایومینگ است که قتلش در ۱۹۹۸ توجه ملی و بین‌المللی را به قانون‌گذاری جرایم ناشی از نفرت جلب کرد.
در دسامبر ۲۰۰۷، بی‌بی‌سی رادیو ۱ واژهٔ فگت را از پخش آهنگ «پری نیویورک» (کریستی مک‌کول و د پوگز) حذف کرد و آن را بالقوه همجنس‌گراستیز دانست؛ اما این ویرایش شامل بقیهٔ شبکه‌ها نشد و پس از فشار عمومی، تصمیم لغو و نسخهٔ اصلی بازگردانده شد.

###### سال‌های ۲۰۱۰–۲۰۲۰
امینم بارها از این واژه استفاده کرده، مثلاً در «رپ گاد» (۲۰۱۳)؛ همچنین یک خط جنجالی حاوی این واژه از آهنگ «سقوط» حذف شد.
چند رپر دیگر این دشنام را در آهنگ‌هایی حمایتی از جامعه لگبت به کار برده‌اند؛ مثلاً مکل‌مور در آهنگ «عشق همسان» (۲۰۱۲) به استفاده از این دشنام در فضای مجازی اشاره می‌کند. کندریک لامار هم در آهنگ «آونتی دایریز» (۲۰۲۲) از جامعه لگبت حمایت می‌کند اما به دلیل تکرار این دشنام و استفاده از نام‌مردهٔ عموی ترنس خود، جنجال‌برانگیز شد.

###### تلویزیون
در نوامبر ۲۰۰۹، اپیزود «کلمه اف» از سریال ساوث پارک به استفادهٔ بیش‌ازحد از واژهٔ فگ پرداخت. شخصیت‌ها از این واژه برای توهین به موتورسوارانی استفاده می‌کنند که با صدای بلند موتورشان آرامش دیگران را برهم می‌زنند. در نهایت تصمیم گرفته می‌شود که معنی این واژه به‌جای توهین به همجنس‌گرایان، برای توصیف موتورسواران پرسر و صدا تغییر کند. این قسمت یک طنز علیه تابوها و تصحیح سیاسی بود.

## بازپس‌گیری

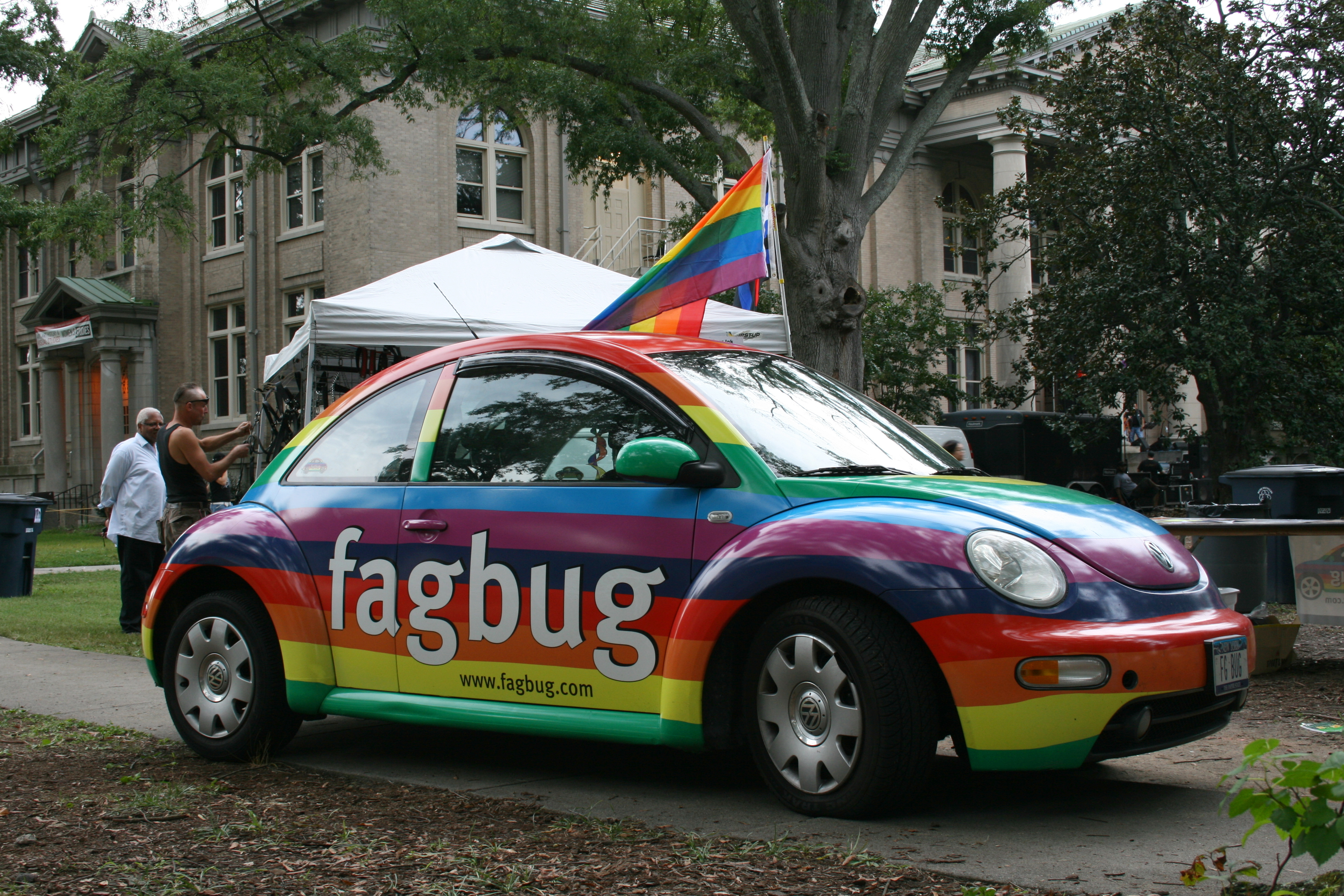
فولکس‌واگن بیتل به نام فگ باگ که با ترکیب رنگ هم جنس گرایان نقاشی شده است.

در واکنش به اسپری‌شدن کلمهٔ فگ روی ماشینش، صاحب یک فولکس‌واگن بیتل جدید نامش را «فگ‌باگ» گذاشت و به یک سفر جاده‌ای در سراسر آمریکا برای افزایش آگاهی دربارهٔ همجنس‌گراستیزی و حقوق لگبت رفت. این سفر در فیلم مستند فگ‌باگ ثبت شد.
برخی افراد لگبت این واژه را به‌عنوان اصطلاحی خنثی یا مثبت برای توصیف خود بازپس گرفته‌اند. بازپس‌گیری دشنام‌ها بر تقویت همبستگی درون‌گروهی تمرکز دارد و استفاده از آن‌ها را محدود به اعضای گروه هدف می‌کند. در سال ۲۰۰۹، ماشین ارین دیویس که پرچم افتخار را داشت، با دشنام‌های همجنس‌گراستیزانه خراب‌کاری شد و او با همان ماشین یک تور ۵۸ روزه در آمریکا و کانادا رفت. این سفر منجر به ساخت مستند ۸۰ دقیقه‌ای فگ‌باگ شد که به بررسی همجنس‌گراستیزی و مقاومت جامعهٔ لگبت در بازپس‌گیری و مواجهه با دشنام‌ها می‌پردازد.